# Alpenzeitung

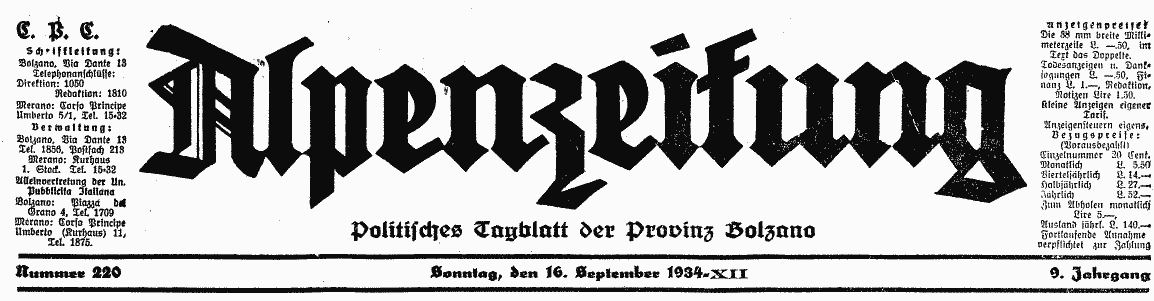
Titelkopf der Alpenzeitung vom 16. September 1934

Die Alpenzeitung war eine deutschsprachige faschistische Tageszeitung für die italienische Provinz Bolzano.

## Geschichte

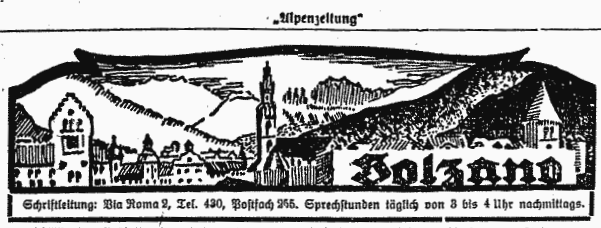
Logo der Bozner Stadtredaktion in der Ausgabe vom 9. November 1926

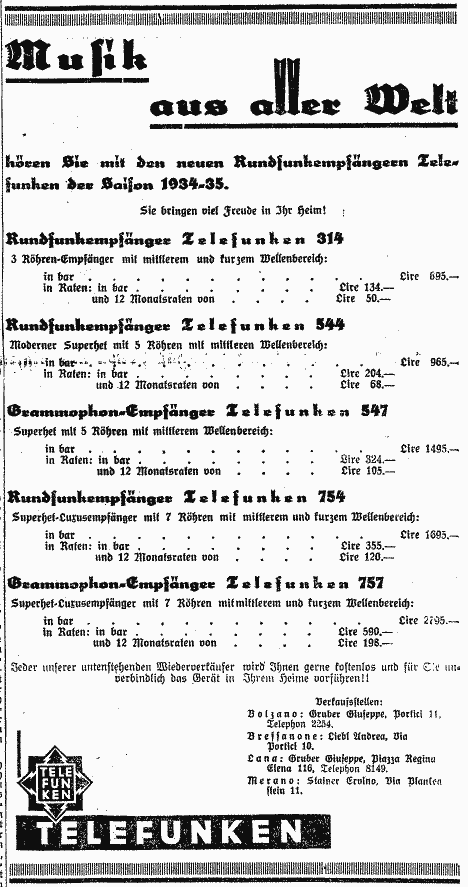
Zeitungswerbung von Telefunken mit dem Rundfunkempfängern der Saison 1934/35, Ausgabe vom 16. Sept. 1934

Verleger war die Ente Coop. Prov. Stampa Fascista, Eigentümerin die Faschistische Partei Italiens. Den Vorsitz im Verlag hatte Di Stafano inne. Die Verwaltung wurde von G. Galardi geleitet. Der Sitz der Zeitung war Bozen, via Dante 13.
Die Zeitung erschien erstmals am 2. März 1926 mit dem Untertitel Politisches Organ der Provinz Bolzano und stellte 1943 ihren Betrieb ein. Gedruckt wurde die Zeitung an sechs Tagen von Dienstag bis Sonntag, zunächst noch vom Druckereibetrieb S. Poetzelberger im Postgebäude in Meran, ab März 1927 dann in Bozen. Erster Chefredakteur war Alfredo Stendardo, der Sekretär des Fascio von Berlin, auf den 1927 Leo Negrelli folgte. Die Auflage betrug im Jahr 1937 etwa 7.000 Stück. Die Artikel waren zumeist die deutsche Übersetzung des italienischsprachigen faschistischen Tagblatts La Provincia di Bolzano aus dem gleichen Verlag, und als Schriftleiter fungierte Hans Grieco. Weitere deutschsprachige Mitarbeiter waren Albert Ellmenreich (Meran), Otto Guem (Bruneck), Alois Lun und Rupert Steger, der Sekretär des Bauernbundes und Herausgeber des „Bauernboten“. Im Dezember 1931 wurde die Alpenzeitung, gemeinsam mit der Provincia di Bolzano, dem Lunedì dell’Alto Adige und der Oberetscher Montagszeitung, vom Faschistischen Provinzialkomitee für Tourismus und den Fremdenverkehrsämtern Bozen und Meran als Herausgebern übernommen.
Die Alpenzeitung wurde nach Negrelli von Silvio Maurano, ab 1937 von Mario Ferrandi, einem örtlichen Mitglied der Faschistischen Partei, geleitet, der bereits ab 1933 die Provincia di Bolzano herausgegeben hatte. Die Aufgaben des Hauptschriftleiters nahm Walther Schenk wahr. Die Vertretung der Zeitung in Rom übernahm Guido Baroni. In Wien hatte die Zeitung in Paolo Businari ihren Vertreter. Die Zeitung sollte hauptsächlich bei Beamten, Kaufleuten und in Gaststätten ihre Leserschaft finden.
Bis Anfang Dezember 1926 gab es einen Zusatztitel Wirtschaftspolitisches Tagblatt. Von März 1926 bis April 1928 wurde die Beilage Bauernbote gedruckt und jeweils der Donnerstagsausgabe beigelegt. Die Beilage Landwirt Italiens gab es von April 1928 bis Februar 1930. Das Unterhaltungsblatt als Beilage erschien von März 1926 bis September 1943. Die Beilage Handels- und Wirtschaftsblatt gab es von Juni 1926 bis März 1938. Das Reise- und Bäderblatt der Alpenzeitung wurde nur von April bis Juli 1926 der Zeitung beigelegt. Eine Sportbeilage gab es ab 1926, die ab 1931 in der Oberetscher Montagszeitung aufgegangen ist. Ebenso wurde ab 1926 eine Beilage Gesetze und Verordnungen, Provinz und Gemeinde gedruckt.
Nach der deutschen Besetzung Südtirols wurde die Zeitung eingestellt, die letzte Ausgabe erschien am 8. September 1943. Danach wurde das nationalsozialistische Bozner Tagblatt (Erstausgabe am 13. September 1943) die einzige deutschsprachige Zeitung in Südtirol.